# Dyskografia Sashy Strunin
Dyskografia Sashy Strunin (lub Alexandry Strunin), polskiej piosenkarki rosyjskiego pochodzenia, składa się z trzech albumów studyjnych, jednej EP-ki, trzynastu singli (w tym pięciu z gościnnym udziałem) i dziesięciu teledysków.
Strunin debiutowała w 2005 jako wokalistka zespołu The Jet Set. Z grupą nagrała jeden album studyjny pt. Just Call Me (2006) i wydała cztery single: „How Many People”, „Just Call Me”, „Time to Party” i „The Beat of Your Heart”. W 2009 rozpoczęła solową działalność muzyczną i podpisała kontrakt fonograficzny z wytwórnią Sony Music. Na początku tego roku zaśpiewała gościnnie w utworze „Emely” szwedzkiego wokalisty Danny’ego.
Jej debiutancki solowy singel, „To nic kiedy płyną łzy”, ukazał się w czerwcu 2009 i notowany był w pierwszej piątce polskiej listy airplay. 21 września 2009 wydała pierwszy solowy album, Sasha, który zajął 25. miejsce na liście stu najlepiej sprzedających się płyt we wrześniu 2009 w Polsce. Album promowały jeszcze trzy single: „Zaczaruj mnie ostatni raz”, „Ucisz moje serce” i „Chcę zatrzymać czas”. Na początku 2010 wraz z kilkoma innymi polskimi wykonawcami nagrała utwór „Muzyki moc” z okazji 10-lecia stacji telewizyjnej Viva Polska. Teledysk do piosenki został nagrodzony statuetką Viva Comet Awards.
W 2011 zakończyła współpracę z dotychczasową wytwórnią płytową oraz menedżmentem, rozpoczynając niezależną działalność muzyczną. W tym roku własnym sumptem wydała singel „Game Over”, a w 2012 zaprezentowała premierowy utwór „Overrated Men”. Do czerwca 2013, wspólnie z The Jet Set oraz solowo, sprzedała prawie 30 tysięcy płyt. 29 października 2013 wydała cyfrowo EP-kę pt. Stranger. W tym roku wzięła również udział w nagraniu piosenki świątecznej oraz teledysku pod tytułem „Magia Świąt” w ramach charytatywnego projektu reALICJA.
W 2015 nawiązała współpracę z amerykańskim trębaczem jazzowym i kompozytorem Garym Guthmanem. Wspólnie nagrali dwa albumy studyjne: Woman in Black (2016) oraz Autoportrety (2019). Pierwszy z nich promowany był singlem tytułowym oraz polskojęzyczną wersją pochodzącego z niego utworu „Don’t Tell Me No” zatytułowaną „Nie mów mi nie”. W 2020 nagrała utwory na dwupłytową ścieżkę dźwiękową z musicalu List z Warszawy / Letter from Warsaw.

## Albumy studyjne
| Rok  | Dane dot. albumu | Uwagi |
| ---- | --- | --- |
| 2009 | Sasha - Wydany: 21 września 2009 - Wydawca: Sony Music - Formaty: CD, digital download                                               | - Album nie był notowany na oficjalnej liście sprzedaży płyt w Polsce, ale uplasował się na 25. miejscu miesięcznej listy stu najlepiej sprzedających się płyt we wrześniu 2009 w Polsce publikowanej przez ZPAV. |
| 2016 | Woman in Black - Wydany: 14 października 2016 - Wydawca: Agencja Muzyczna Polskiego Radia - Formaty: CD, digital download, streaming | |
| 2019 | Autoportrety - Wydany: 21 czerwca 2019 - Wydawca: Soliton - Formaty: CD, digital download, streaming                                 | |

## EP
| Rok  | Dane dot. albumu                                                                               |
| ---- | ---------------------------------------------------------------------------------------------- |
| 2013 | Stranger - Wydany: 29 października 2013 - Wydawca: Believe Digital - Formaty: digital download |

## Soundtracki
| Rok  | Dane dot. albumu | Utwory | Uwagi |
| ---- | --- | --- | --- |
| 2020 | List z Warszawy / Letter from Warsaw - Wydany: 22 września 2020 - Wydawca: Soliton - Formaty: CD, digital download, streaming | - CD1: - „Zwykłe miasto” (oraz Piotr Bajtlik) - „Pozory mylą” (oraz Piotr Bajtlik) - „No i co” (oraz Piotr Bajtlik i Dariusz Kordek) - „Słowa, słowa, słowa” - „Nie mów, że to przypadek” (oraz Piotr Bajtlik) - „Nie może być” (oraz Piotr Bajtlik) - „Dwie świece w mroku nocy (Repryza)” (oraz Agnieszka Kurowska, Sławomir Mandes, Przemysław Niedzielski, Małgorzata Kozłowska, Piotr Cyrwus, Dariusz Kordek, Izabella Bukowska i Piotr Bajtlik) - CD2: - „Just Another City” (oraz Piotr Bajtlik) - „Things Aren’t What They Seem” (oraz Piotr Bajtlik) - „Fancy This” (oraz Piotr Bajtlik) - „Everybody’s Talking” - „Everything Has a Reason” (oraz Piotr Bajtlik) - „How Could It Be?” (oraz Piotr Bajtlik) - „Two Candles in the Darkness (Reprise)” (oraz Agnieszka Kurowska, Sławomir Mandes, Przemysław Niedzielski, Małgorzata Kozłowska, Piotr Cyrwus, Dariusz Kordek, Izabella Bukowska i Piotr Bajtlik) | - Dwupłytowa ścieżka dźwiękowa z musicalu List z Warszawy, składająca się na utwory w dwóch wersjach językowych – polskiej (dysk 1: List z Warszawy) i angielskiej (dysk 2: Letter from Warsaw). - Utwory „Nie mów, że to przypadek” i „Everything Has a Reason” znalazły się jedynie na cyfrowej wersji albumu. |

## Single
| Rok                            | Tytuł                       | Najwyższe pozycje na listach | Najwyższe pozycje na listach | Najwyższe pozycje na listach | Najwyższe pozycje na listach | Najwyższe pozycje na listach | Album          |
| Rok                            | Tytuł                       | RMF                          | Eska                         | Zet                          | PiK Jazz                     | WiR                          | Album          |
| ------------------------------ | --------------------------- | ---------------------------- | ---------------------------- | ---------------------------- | ---------------------------- | ---------------------------- | -------------- |
| 2009                           | „To nic kiedy płyną łzy”    | 1                            | 2                            | 7                            | –                            | 2                            | Sasha          |
| 2009                           | „Zaczaruj mnie ostatni raz” | 2                            | –                            | 18                           | –                            | –                            | Sasha          |
| 2010                           | „Ucisz moje serce”          | –                            | –                            | –                            | –                            | –                            | Sasha          |
| 2010                           | „Chcę zatrzymać czas”       | –                            | –                            | –                            | –                            | –                            | Sasha          |
| 2011                           | „Game Over”                 | –                            | –                            | –                            | –                            | –                            | –              |
| 2013                           | „Stranger”                  | –                            | –                            | –                            | –                            | –                            | Stranger       |
| 2016                           | „Woman in Black”            | –                            | –                            | –                            | 1                            | –                            | Woman in Black |
| 2017                           | „Nie mów mi nie”            | –                            | –                            | –                            | –                            | –                            | –              |
| „–” pozycja nie była notowana. |                             |                              |                              |                              |                              |                              |                |

### Z gościnnym udziałem
| Rok                            | Tytuł                                                                | Najwyższe pozycje na listach | Najwyższe pozycje na listach | Najwyższe pozycje na listach | Najwyższe pozycje na listach | Najwyższe pozycje na listach | Album                                |
| Rok                            | Tytuł                                                                | POL (airplay TV)             | RMF                          | Eska                         | Zet                          | Maxxx                        | Album                                |
| ------------------------------ | -------------------------------------------------------------------- | ---------------------------- | ---------------------------- | ---------------------------- | ---------------------------- | ---------------------------- | ------------------------------------ |
| 2009                           | „Emely” (Danny, gościnnie: Sasha Strunin)                            | –                            | 1                            | 2                            | 3                            | 2                            | Set Your Body Free (polskie wydanie) |
| 2010                           | „Muzyki moc” (w ramach projektu VIVA i Przyjaciele)                  | 2                            | –                            | –                            | –                            | –                            | VIVA 10 lat                          |
| 2013                           | „Magia Świąt” (w ramach projektu reALICJA)                           | –                            | –                            | –                            | –                            | –                            | –                                    |
| 2022                           | „Love Is All I See” (Even von Porat Fiane; gościnnie: Sasha Strunin) | –                            | –                            | –                            | –                            | –                            | –                                    |
| 2023                           | „Stay” (Even von Porat Fiane; gościnnie: Alexandra Strunin)          | –                            | –                            | –                            | –                            | –                            | –                                    |
| „–” pozycja nie była notowana. |                                                                      |                              |                              |                              |                              |                              |                                      |

## Pozostałe utwory
| Rok  | Tytuł                | Uwagi |
| ---- | -------------------- | --- |
| 2012 | „Overrated Men”      | - Utwór nie został wydany jako singel i nie znalazł się na żadnym z wydawnictw piosenkarki. |
| 2021 | „Forever and Beyond” | - Utwór znalazł się na wydawnictwie Evena von Porata Fiane James Bond: Forever and Beyond (Original Soundtrack), będącym jego artystyczną fantazją o ścieżce dźwiękowej do filmu z serii o Jamesie Bondzie, który w rzeczywistości nigdy nie powstał. |
| 2022 | „Sublime”            | - Utwór Matty’ego Mannanta z jego albumu Metamorphosis, w którym Strunin gościnnie zaśpiewała. |

### Notowane na listach
| Rok                            | Tytuł            | Najwyższe pozycje na listach | Najwyższe pozycje na listach | Album          |
| Rok                            | Tytuł            | PiK Jazz                     | WiR                          | Album          |
| ------------------------------ | ---------------- | ---------------------------- | ---------------------------- | -------------- |
| 2010                           | „Zapomnieć chcę” | –                            | 5                            | Sasha          |
| 2017                           | „Take Me Away”   | 3                            | –                            | Woman in Black |
| 2019                           | „Jedno rano”     | 6                            | –                            | Autoportrety   |
| „–” pozycja nie była notowana. |                  |                              |                              |                |

## Teledyski
| Rok  | Utwór                       | Reżyseria                         | Źródło |
| ---- | --------------------------- | --------------------------------- | ------ |
| 2009 | „Emely”                     | Radek Wikiera, Maciej Pawełczyk   | [ 47 ] |
| 2009 | „To nic kiedy płyną łzy”    | reżyser nieznany                  | [ 48 ] |
| 2009 | „Zaczaruj mnie ostatni raz” | Roman Przylipiak                  | [ 49 ] |
| 2010 | „Muzyki moc”                | Jacek Szymczak                    | [ 50 ] |
| 2012 | „Game Over”                 | Łukasz Bieniecki                  | [ 51 ] |
| 2012 | „Overrated Men”             | Sasha Strunin                     | [ 41 ] |
| 2013 | „Stranger”                  | Alexandra Strunin                 | [ 52 ] |
| 2013 | „Magia Świąt”               | Roman „Lalicz” Lalicki            | [ 10 ] |
| 2016 | „Woman in Black”            | Artur Szatałowicz, Elwira Nowicka | [ 53 ] |
| 2017 | „Nie mów mi nie”            | reżyser nieznany                  | [ 12 ] |